# Хван Дон Хьок
Хван Дон Хьок (황동혁 нар. 26 травня 1971, Сеул, Південна Корея) — південнокорейський кінорежисер і сценарист, найвідоміший завдяки тому, що створив драматичний серіал в жанрі виживання для Netflix, «Гра в кальмара».

## Кар'єра

### Короткометражні фільми
Хван Дон Хьок народився і виріс у південнокорейському Сеулі. Після того, як він закінчив Сеульський національний університет зі ступенем бакалавра мистецтв в області комунікацій він написав і зняв безліч короткометражних фільмів, в тому числі «Наше сумне життя» і «Клуб диму». Переїхавши в Лос-Анджелес, щоб вчитися на магістра витончених мистецтв в галузі кіновиробництва в Університеті Південної Каліфорнії, він продовжував знімати фільми, знявши дві короткометражки «Небеса і пекло» і «Відчай». Його дипломним фільмом була «Чудова миля» 2004 року, короткометражний фільм з Карлом Юном в головній ролі корейсько-американського таксиста-нелегала, який допомагає молодий кореянці (яку грає Хана Кім) шукати її брата, якого всиновила американська родина 20 років тому. «Чудова миля» демонструвався на більш ніж 40 міжнародних кінофестивалях і отримав кілька нагород, в тому числі студентську кінопремію Гільдії режисерів Америки і студентську премію «Еммі».

### «Мій батько»
Для свого дебюту в повнометражному кіно («Мій батько», 2007 рік) Хван повернувся до теми усиновлення. Заснований на реальній історії прийомного сина корейсько-американського походження Аарона Бейтса, фільм розповідає про солдата армії США, дислокованого в Кореї, який з'являється по національному телебаченню в пошуках своїх біологічних батьків, а потім знаходить свого батька в камері смертників за вбивство. Роль батька зіграв Кім Ен Чхоль, а сина — Деніел Хенні, якого Хван вирішив взяти на роль, попри те, що останній був типовим серцеїдом. Хенні і Кіма хвалили за їх гру, як і Хвана за його немелодраматичне поводження з прощенням і прийняттям, переплетених з проблемами культурної ідентичності і страти.

### «Суворе випробування»
Другий фільм Хвана став одним з найяскравіших в корейському кінематографі в 2011 році. Заснований на однойменному романі Кон Джі Йон з Кон Ю і Чон Юмі в головних ролях, «Суворе випробування» описує реальні події що відбулися в школі Кванджу Інхва для дітей з порушенням слуху, де учні піддавалися жорстокому поводженню і сексуальному насильству з боку вчителів і адміністрації.. Хван розповідав після, що близько місяця розмірковував, чи варто йому знімати цей фільм, але вирішив зробити це, тому що «це потрібно було сказати». Хван сказав: «Я думав про дві речі при створенні цього фільму. По-перше, Я хотів, щоб світ дізнався про цей жахливий інцидент. По-друге, я хотів виявити структурні проблеми суспільства, що проявилися в процесі того, як ця справа була розвалена. Проблеми, зображені у фільмі — сексуальне насильство стосовно до дітей, корупційні зв'язки між поліцією і впливовими родинами, халатне ставлення державних службовців до своїх обов'язків — це не вигадка, це можна регулярно бачити в щоденних новинах».
Фільм став касовим хітом в Кореї, зібравши 4,7 мільйона глядачів, майже одна десята населення Південної Кореї. Але що більш важливо, це викликало широкий громадський гнів і коментарі, так що справа була відновлена, і законодавці прийняли «Закон Тогані» (на честь корейської назви фільму), який скасовує термін давності за сексуальні злочини проти дітей молодше 13 років та інвалідів. Хван сказав: "Я зайнявся кіновиробництвом, бо був так розчарований усіма цими невирішеними соціальними проблемами, які я бачив. Ми можемо бачити через фільми, наскільки змінився світ. Ви не можете змінити суспільство за допомогою всього одного фільму, але дивлячись на наслідки виходу цього фільму, ми можемо думати про силу, яку фільм має з точки зору позитивного впливу на суспільство «.

### «Міс Бабуся»
На відміну від його попередніх фільмів, третій повнометражний фільм Хвана «Міс Бабуся» фокусується на 74-річній жінці, яка знову знаходить зовнішній вигляд свого 20-річного «я» (яку грають На Мун Хі і Сім Ингьон відповідно). Фільм об'єднує в собі комедію, сімейну драму, музику і романтику. На цей раз я дійсно хотів зробити щасливий і світлий фільм". Завдяки «сарафанному маркетингу» «Міс Бабуся» піднялася на вершину касових зборів з більш ніж 8,65 мільйонами глядачів.

### «Фортеця Намхансансон»
Заснований на однойменному романі Кім Хуна, «Фортеця Намхансансон» розповідає про конкуруючих радників короля Інджо в критичний момент Другого маньчжурського вторгнення в Корею, з Лі Бен Хоном і Кім Юн Соком в головних ролях. За тонкий прояв сили в абсолютно іншому жанрі в порівнянні з попередніми фільмами Хвана, він отримав як популярний, так і критичний успіх: в Кореї було продано 3,8 мільйона квитків, фільм був проданий в 28 країн і отримав безліч нагород по всій Азії.

### «Гра в кальмара»
Хван придумав ідею серіалу «Гра в кальмара», ґрунтуючись на своїх власних економічних труднощах в молодості, а також на класовій нерівності в Південній Кореї. Хоча спочатку сценарій був написаний в 2008 році, Хван не міг знайти продакшн для підтримки сценарію, поки Netflix в 2019 році не виявив до нього інтерес як частину їх стратегії з розширення виробництва серіалів на іноземних мовах. Вийшов 17 вересня 2021 року, він став одним з найпопулярніших шоу на Netflix на кількох регіональних ринках.

## Фільмографія
- Гра в кальмара (оригінальний серіал Netflix, 2021) — творець, режисер, сценарист
- Пограбування склепу (2020) — продюсер, адаптація сценарію
- Фортеця Намхансансон (2017) — режисер, сценарист
- Міс Бабуся (2013) — режисер
- Суворе випробування (2011) — режисер, сценарист
- Мій батько (2007) — режисер, адаптація сценарію
- Закусочна для вантажівок (короткометражний фільм, 2005) — актор, технік
- Чудова миля (короткометражний фільм, 2004) — режисер, сценарист, монтажер
- Довгий час (короткометражний фільм, 2004) — помічник по виробництву
- Я люблю Ультра Лотто (короткометражний фільм, 2000) — оператор, монтажер
- Відчай (короткометражний фільм, 2000) — режисер, сценарист, продюсер
- Небеса і пекло (короткометражний фільм) — режисер
- Клуб диму (короткометражний фільм) — режисер, сценарист
- Наше сумне життя (короткометражний фільм) — режисер, сценарист